# Bischofrode
Bischofrode a fost o comună din landul Saxonia-Anhalt, Germania. Din 1 ianuarie 2009 nu mai există ca comună și face parte din orașul Eisleben.
1. ↑  GeoNames